# László Disztl
László Disztl (ur. 4 czerwca 1962 w Bai) – piłkarz węgierski grający na pozycji obrońcy. Młodszy brat Pétera Disztla, reprezentanta Węgier i uczestnika Mistrzostw Świata 1986.

## Kariera klubowa
Karierę piłkarską Disztl rozpoczął w rodzinnej Bai, w tamtejszym klubie Bajai SK. W 1980 roku został piłkarzem Videotonu Székesfehérvár i zadebiutował w jego barwach w pierwszej lidze węgierskiej. Przez lata był podstawowym zawodnikiem tego klubu. W 1985 roku wystąpił w przegranym 0:3 finale Pucharu UEFA z Realem Madryt. W 1987 roku odszedł z Videotonu do Honvédu Budapeszt. W 1988 roku wywalczył swoje pierwsze w karierze mistrzostwo kraju, a w 1989 roku obronił z Honvédem tytuł mistrzowski. Łącznie przez 2 lata w stołecznym klubie rozegrał 58 meczów i strzelił 2 gole.
Latem 1989 roku Disztl został piłkarzem belgijskiego Club Brugge. W Brugge występował w podstawowym składzie. W 1990 roku osiągnął pierwsze sukcesy w Belgii – został mistrzem Belgii, a także zdobył Superpuchar Belgii. W 1991 roku wywalczył Puchar Belgii i superpuchar, a w 1992 roku mistrzostwo i superpuchar kraju. W lidze belgijskiej wystąpił 99 razy i zdobył 6 bramek
W 1994 roku Disztl wrócił na Węgry i został piłkarzem Videotonu Székesfehérvár, zwanego wówczas Parmalatem Székesfehérvár. W Parmalacie występował przez rok i w 1995 roku zakończył karierę. Łącznie w klubie z Székesfehérváru zagrał 189 razy i strzelił 4 gole.

## Kariera reprezentacyjna
W reprezentacji Węgier Disztl zadebiutował 23 maja 1984 roku w zremisowanym 0:0 towarzyskim spotkaniu z Norwegią. W 1986 roku został powołany przez selekcjonera Györgya Mezeyego do kadry na Mistrzostwa Świata w Meksyku. Na tym turnieju był rezerwowym i nie rozegrał żadnego spotkania. Od 1984 do 1993 roku rozegrał w kadrze narodowej 28 meczów i strzelił jednego gola.

## Kariera trenerska
Po zakończeniu kariery Disztl został trenerem. Był asystentem w Parmalacie Székesfehérvár, a następnie samodzielnie prowadził ten klub. Był pierwszym trenerem Zalaegerszegi TE, Veszprém LC, trenerem juniorów w MTK Hungária Budapeszt, a następnie szkoleniowcem BKV Előre SC, Móri SE i ponownie Videotonu Székesfehérvár.